# Leycesterie krásná

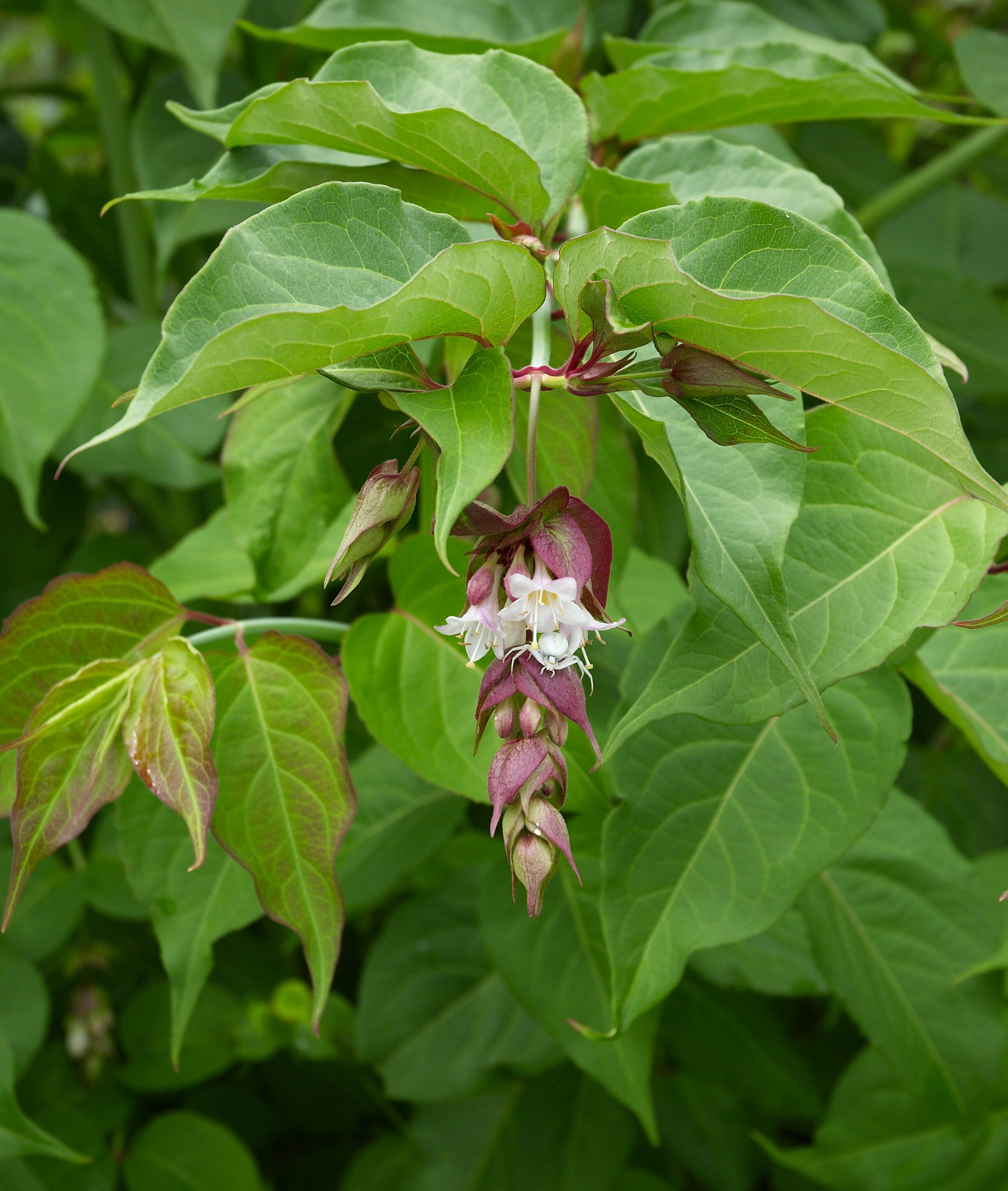
Květenství

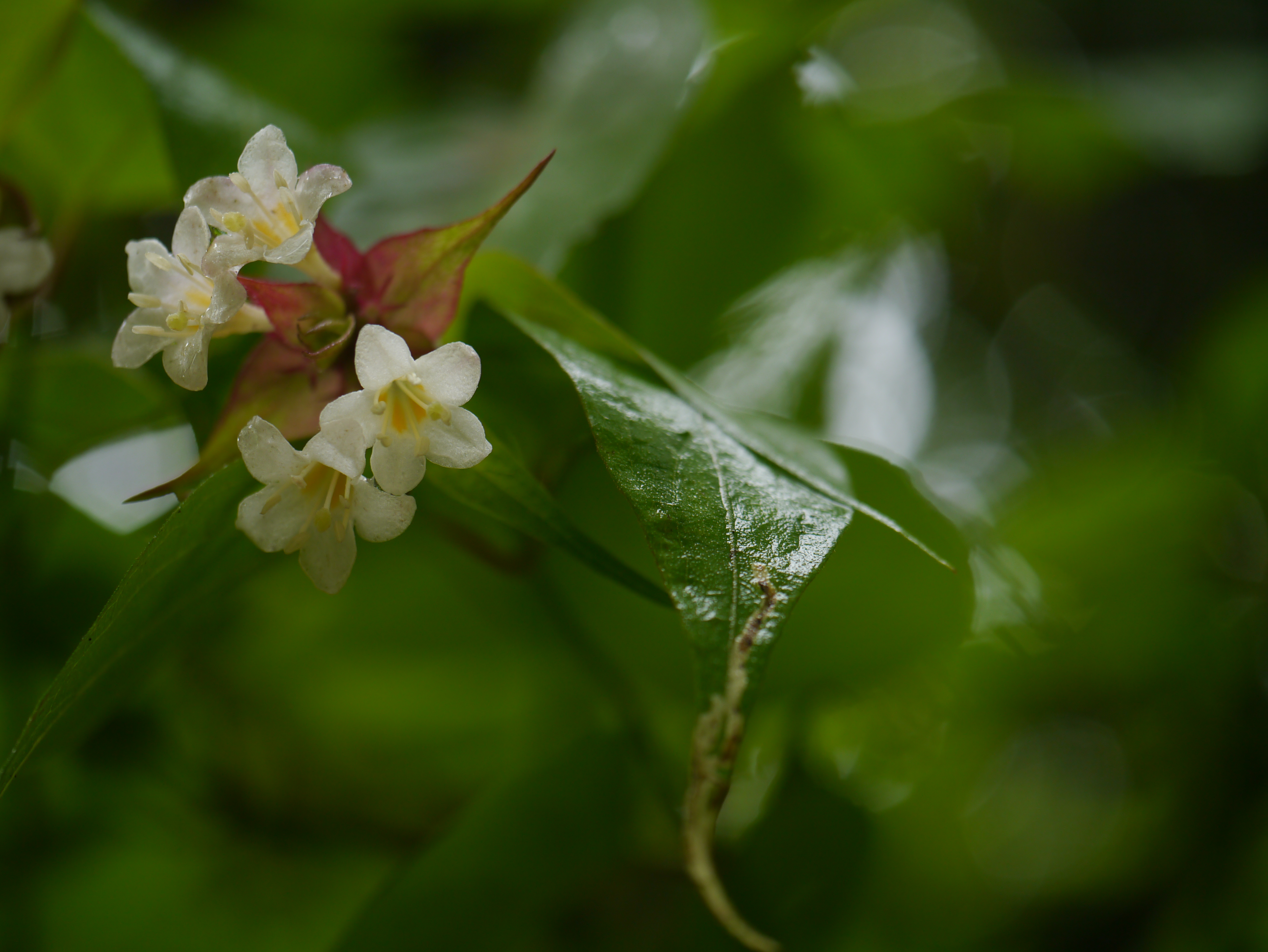
Květy

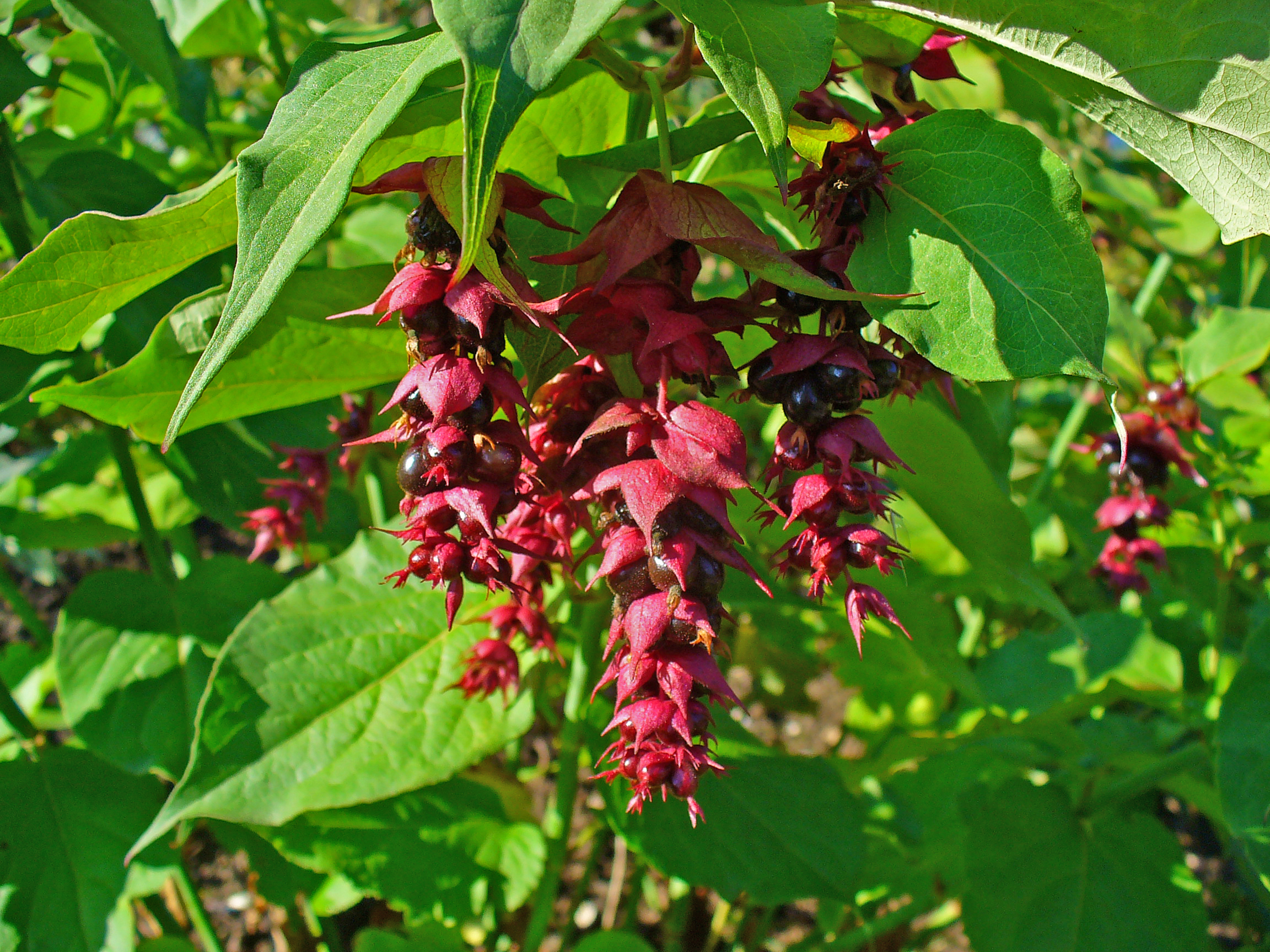
Plodenství

Leycesterie krásná (Leycesteria formosa) je zahradní, keřovitá dřevina, která je pro své jemně vonící květy a plody vysazuje v okrasných zahradách a parcích, jediný druh rodu leycesterie, který se využívá. Je původní rostlinou z vyšších poloh Číny, Pákistánu, Nepálu, Bhútánu a Myanmaru, kde se vyskytuje jako podrost okrajů vlhkých lesů a pasek až do nadmořské výšky 3500 m. Odtud byla rozšířena do mnoha míst, hlavně v mírném a subtropickém podnebném pásu.

## Ekologie
Rostlina v přírodě roste v málo výživné půdě, která může být písčitá, hlinitá nebo jílovitá a má rozličné pH. Pro splnění své okrasné funkce se ale sází do půdy výživné, humózní a stále mírně vlhké, která je bohatá na vápník. Nejlépe ji prospívá stanoviště na plném slunci, v polostínu méně kvete a listeny se hůře vybarvují. Nejsou příliš vhodná místa se silnými dešti v období kvetení, které poškozují květy. Nesnáší zasolenou půdu, stejně jako slaný vítr na mořském břehu, městské nečištěné ovzduší jí ale nevadí. Postupně kvete v srpnu a září. Předpokládána životnost dřeviny je nejméně 60 roků. Ploidie druhu je 2n = 18.

## Popis
Vytrvalý, listnatý, opadavý keř vyrůstající do výše 150 až 300 cm, který je ve velikosti a tvaru listů i květů silně variabilní. Jeho strnule vzpřímené, zelené až šedavě ojíněné, lysé nebo chlupaté, duté, bylinné lodyhy později dřevnatí. Jsou porostlé vstřícnými, jednoduchými listy s řapíky 0,5 až 2,5 cm. Jejich čepele, dlouhé 4 až 18 cm a široké 2 až 6 cm, bývají dosti proměnlivé, jsou srdčitě vejčité, vejčitě kopinaté až vejčitě podlouhlé, po obvodě celokrajné nebo zubaté, na vrcholu zašpičatělé, bázi mají zaoblenou, srdčitou nebo široce klínovitou, na líci bývají leskle zelené, lysé a na rubu šedavé, řídce chlupaté.
Květenství je převislý úžlabní nebo terminální klas, složený z bílých nebo růžových květů rostoucích v jednom až deseti přeslenech tvořených i šesti květy. Oboupohlavné květy na stopkách s drobnými listenci vykvétají v paždí vytrvalých, červených listenů velkých 2 až 3 cm. Trubkovitý kalich je tvořen pěti drobnými, kopinatými lístky. Pravidelná, pětilaločná, nálevkovitá koruna až 2 cm velká bývá bílá, růžová, fialová či purpurová, má krátkou trubku a na bázi je nadmutá. V květu je pět tyčinek s podlouhlými prašníky, semeník s pěti pouzdry s mnoha vajíčky a dlouhá čnělka s hlavičkovou bliznou čnící z koruny. Květy opyluje hmyz.
Po odkvětu rychle uzrávají tmavě purpurové plody, na kterých vytrvávají lístky drobného kalichu a jsou kryté přetrvávajícími červenými listeny. Květy nakvétají v převislém květenství postupně od počátku (od shora), horní květy již bývají přeměněné v plody a spodní teprve rozkvétají. Plody jsou kulovité, mnohosemenné bobule červenopurpurově zbarvené, velké 0,5 až 1 cm. Jsou sice poživatelné, ale chuťově nevyrovnané, u některých forem jsou v plné zralosti velmi měkké a sladké, u jiných mají hořkou chuť. Obsahují početná hnědá, elipsoidní, asi 1 mm velká semena, na statné rostlině jich dozraje několik tisíc.

## Rozmnožování
Semeny se dobře rozšiřuje, vysetá na záhon brzy po dozrání vyklíčí na jaře následného roku, jsou přirozeně roznášena hlavně ptáky a savci, kteří mají plody v oblibě. K šíření napomáhají i silné deště, které odplavují opadané plody i semena, která nejlépe vyklíčí na místech s narušeným povrchem. Rostlina se rozšiřuje i rozrůstáním kořenů, z kterých dobře obráží. Lze ji množit i řízkováním, řízky z vyzrálého dřeva s patkou se sází v červnu a červenci, s polovyzrálého dřeva v srpnu a září.

## Kultivace
Mladá rostlina má schopnost kvést již ve druhém nebo třetím roce věku, nejvíce kvete na koncích nových větví a proto se doporučuje jejich každoroční seřezávání na konci zimy. Pokud následkem mrazu větve namrznou nebo zmrznou až k zemi, což se ve středoevropských podmínkách stává, uřežou se brzy v předjaří až u země. Spolehlivě vyraší nové a do konce léta vyrostou a pokvetou. Před zimou se doporučuje chránit kořenový systém hrubou vrstvou mulče.

## Význam
Leycesterie krásná se vzhledem ke svému zvláštnímu vzhledu vysazuje převážně jako solitérní rostlina, která se časem rozroste v nápadný, do široka rozložitý keř. Je ceněnou dřevinou hlavně pro kvetení na konci léta, kdy se stává výrazným exemplářem, neboť většina vytrvalých rostlin již odkvetla. Nejčastěji se pěstuje kultivar ´Purple Rain´, který je tmavěji vybarven a má více stěsnané plodenství.
Na stanovištích s příhodnými půdními i klimatickými podmínkami však její schopnost rychle se rozrůstat není vždy žádoucí. Vytváří mnohdy husté, neprostupné houštiny, které zhusta vytlačují původní rostliny. V některých zemích, jako Austrálie a Nový Zéland, je považována za potencionálně nebezpečnou invazní rostlinu. Za jednoznačně invazní je považována na Azorských ostrovech, kde se na ostrově São Miguel silně rozrůstá a v přírodní rezervaci Lagoa do Fogo vytlačuje vzácné druhy, včetně porostů kryptomerie japonské.

## Galerie

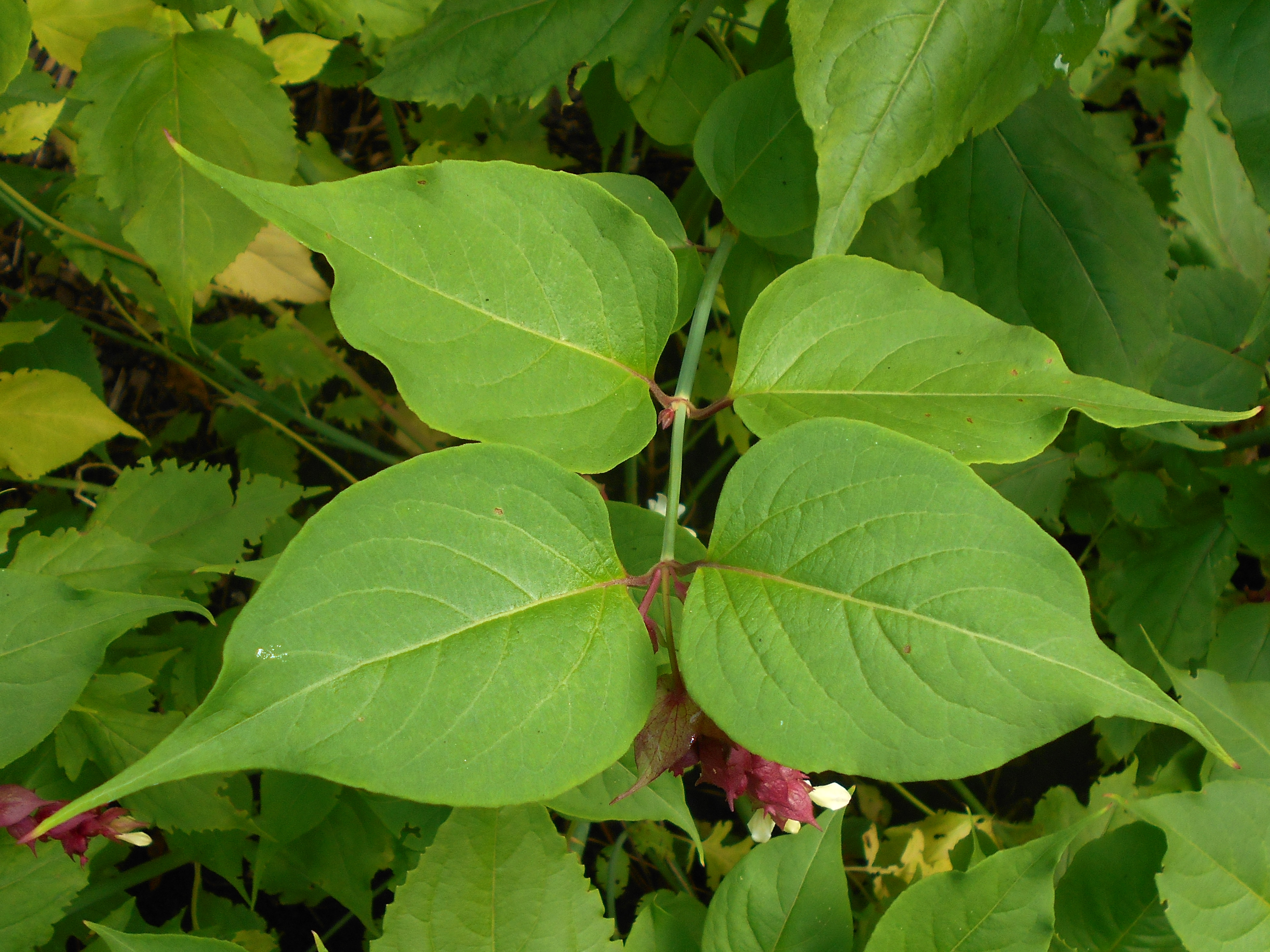
Listy
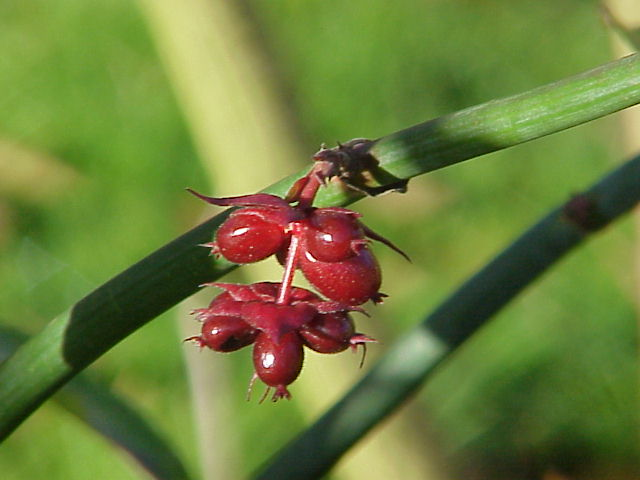
Plodenství
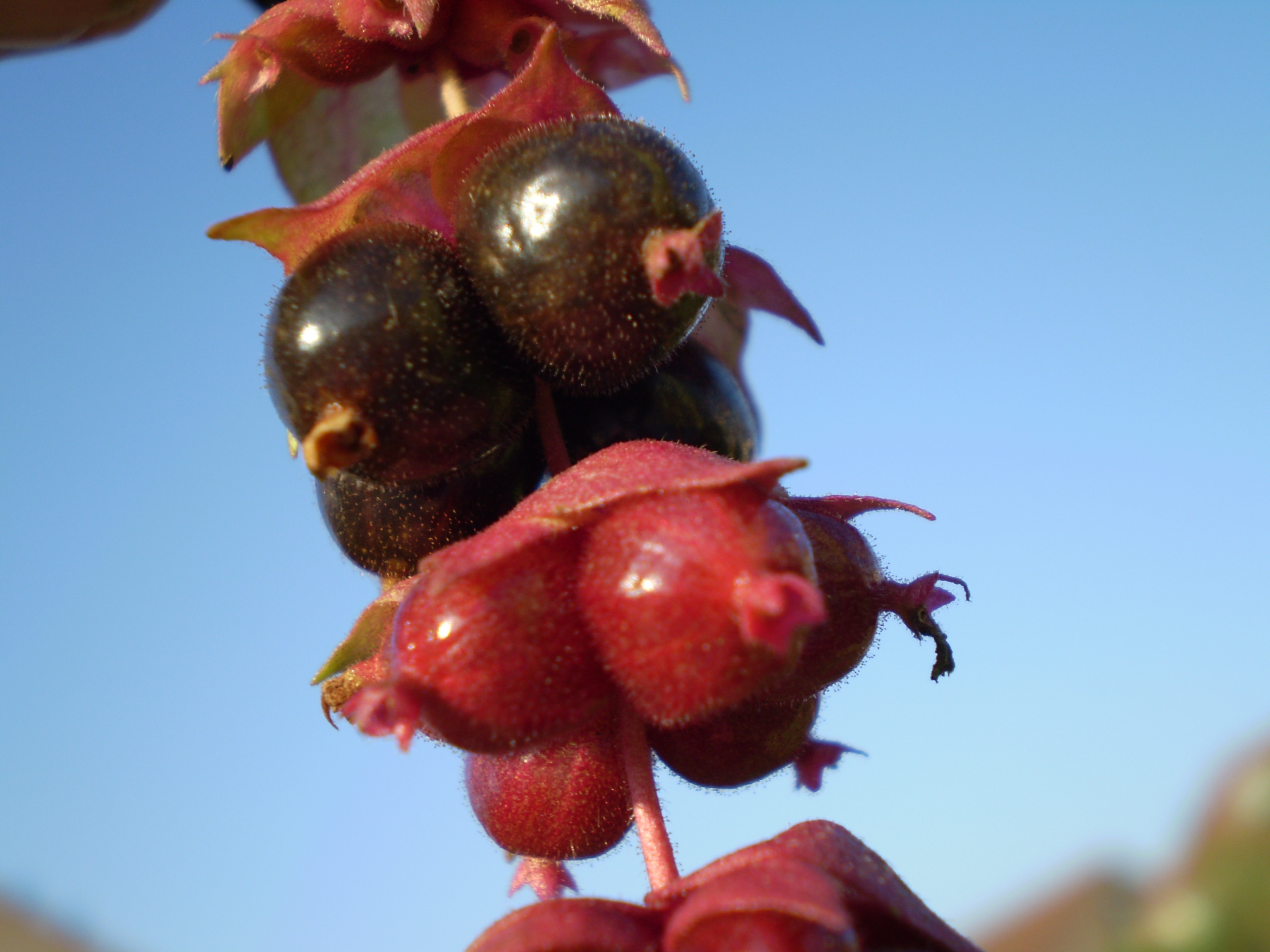
Plody